# Godofredo (abad del Templo del Señor)
Godofredo (en latín: Gaufridus) fue un clérigo latino del siglo XII en el Reino de Jerusalén que sirvió como abad del Templo del Señor desde 1137/1138 hasta algún momento entre 1160 y 1166. Probablemente provenía de Francia, donde se convirtió en prior y luego en el primer abad del Templo, cuya reconstrucción finalizó durante su mandato. Se convirtió en confidente del rey Fulco, la reina Melisenda y el rey Balduino III. Debido a su dominio del griego, fue enviado en misiones diplomáticas de gran importancia ante los emperadores bizantinos en 1142 y 1158/1159.

## Primeros años
Según el historiador Rudolf Hiestand, Godofredo fue probablemente uno de los «nuevos hombres» de Fulco de Anjou, quien viajó al Levante en 1128-1129 para casarse con Melisenda de Jerusalén y finalmente convertirse en rey de Jerusalén. Hiestand presume que Godofredo no acompañó a Fulco en ese momento, sino que llegó más tarde.
Godofredo se había convertido en el prior del Templo del Señor para el invierno de 1137-38, sucediendo al prior Achard. Revisó un poema de 800 versos sobre el Templo escrito originalmente por Achard. Este es uno de los pocos ejemplos sobrevivientes de poesía métrica del Oriente latino. Godofredo parece haber refinado ciertas debilidades estilísticas en el original, aunque el alcance de sus revisiones aún se debate. También amplió la obra con dos libros adicionales, que se apartaron de la métrica de quince sílabas del original y en su lugar fueron compuestos en verso octosílabo. Godofredo se refiere a este poema en una carta enviada entre noviembre de 1135 y finales de 1137 al hijo del rey Fulco, el conde Godofredo V de Anjou, de quien probablemente esperaba que donara dinero al Templo.

## Abadía
Poco después de que Godofredo se convirtiera en su prior, el Templo fue ascendido a abadía. Godofredo terminó la reconstrucción del Templo como iglesia, y en 1141 el obispo Alberico de Ostia, legado papal, lo consagró junto con el patriarca latino de Jerusalén, Guillermo I de Malinas, y otros prelados del reino. Inmediatamente después se celebró un sínodo, al que asistieron (entre otros) los catolicós de la Iglesia apostólica armenia y el arzobispo sirio-ortodoxo de Jerusalén. Hiestand supone que Godofredo fue invitado al sínodo no solo por su rango, sino también por sus conocimientos de idiomas.
Al igual que Achard, Godofredo ocupaba un lugar importante en la corte del rey Fulco y la reina Melisenda. Godofredo hablaba griego, algo inusual para un clérigo latino de alto rango en el reino, y por esta razón fue enviado en misiones delicadas ante los emperadores bizantinos. En 1142, el rey Fulco lo envió, junto con el obispo Anselmo de Belén y el vizconde Roardo el Viejo de Jerusalén, a reunirse con el emperador Juan II Comneno en el norte de Siria. Juan había expresado su deseo de peregrinar a Jerusalén, pero Fulco temía que el emperador quisiera obligarlo a rendir homenaje y no estaba dispuesto a cooperar. Los enviados informaron al emperador que el reino no podía proporcionar provisiones para un gran ejército y le sugirieron que fuera con una escolta modesta. Juan rechazó esta condición indignado, pero trató bien a los enviados. El asunto quedó zanjado cuando Juan murió en un accidente de caza el invierno siguiente.
Godofredo debió su ascenso a la abadía a Melisenda, y después de la muerte de Fulco la apoyó en su lucha contra su hijo, el rey Balduino III. Balduino prevaleció en 1152, y Godofredo perdió brevemente su lugar en la corte, reapareciendo en 1155 o 1156. Godofredo fue favorecido por el patriarca Guillermo, pero la única vez que está registrado en la curia del sucesor de Guillermo, Fulco de Angulema, fue cuando Fulco convocó un sínodo en 1156 para censurar al prior Aimerio del Monte de los Olivos.
En el invierno de 1158-59, las habilidades lingüísticas de Godofredo se pusieron de nuevo en práctica cuando el rey Balduino lo envió a él y a un noble llamado Joscelino Pesel a Antioquía para negociar el protocolo previo a la reunión del rey con el emperador Manuel I Comneno, hijo de Juan. El resultado satisfizo tanto al emperador como al rey: el primero recibió homenaje, mientras que el segundo conservó toda su autonomía.
Godofredo presenció regularmente las cartas emitidas por la familia real entre 1137 y 1160, y en las listas de testigos figuraba inmediatamente después del episcopado y antes que todos los demás eclesiásticos y laicos. Su última aparición en el registro histórico data de 1160. Hiestand concluye que Godofredo había fallecido en 1161. En abril de 1166, Hugo, el sobrino de Godofredo, hasta entonces prior, se había convertido en el nuevo abad del Temple.